# Тіфій
Тіфій — знаменитий аргонавт, керманич «Арго» на шляху в Колхіду, провів корабель між Сімплегадами і врятував аргонавтів від інших напастей..
Коли Тіфій загинув біля Сімплегад, його замінив Анкей — інший керманич і аргонавт.